# Laghman

Les districts de la province de Laghman

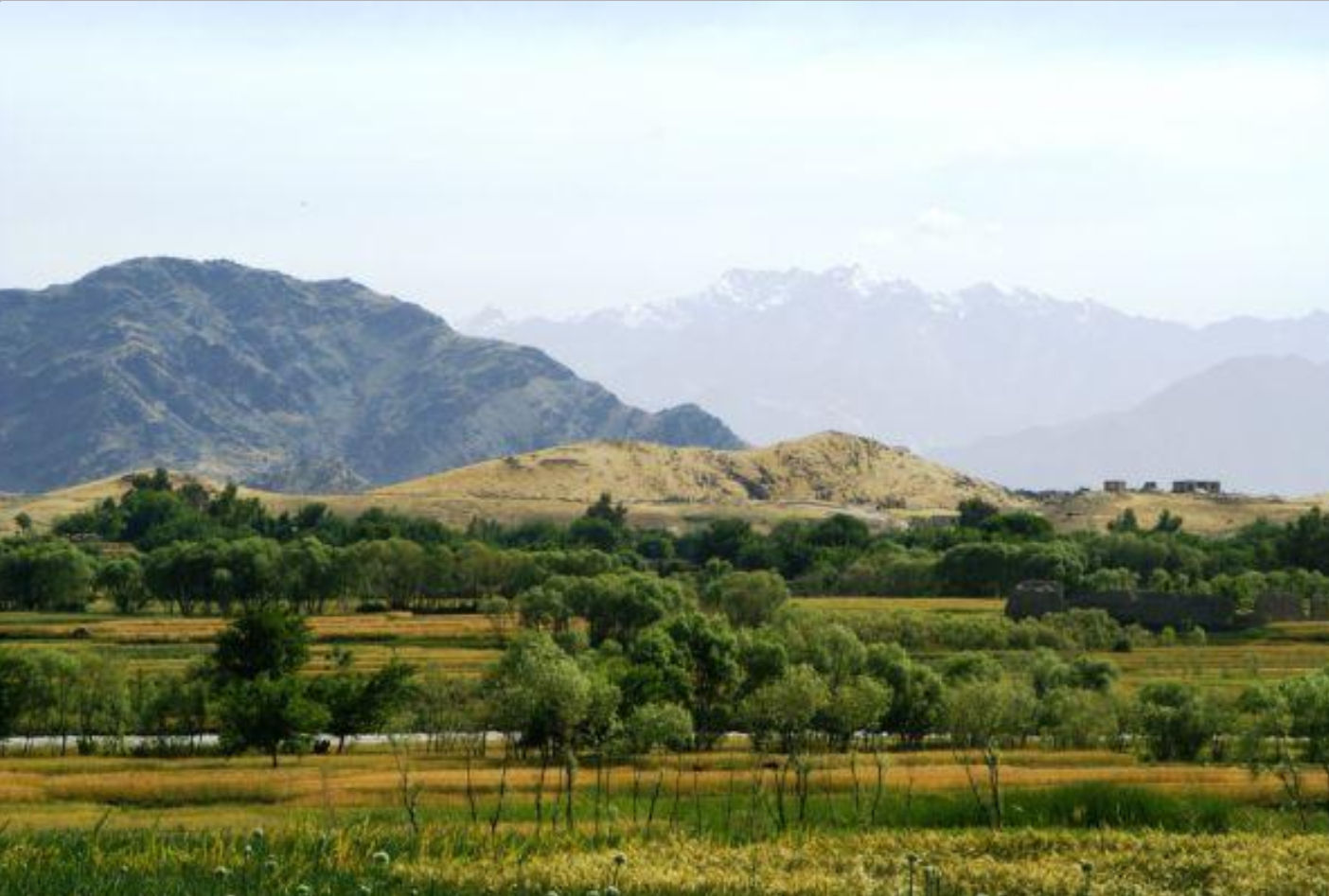
Vallée de Laghman.

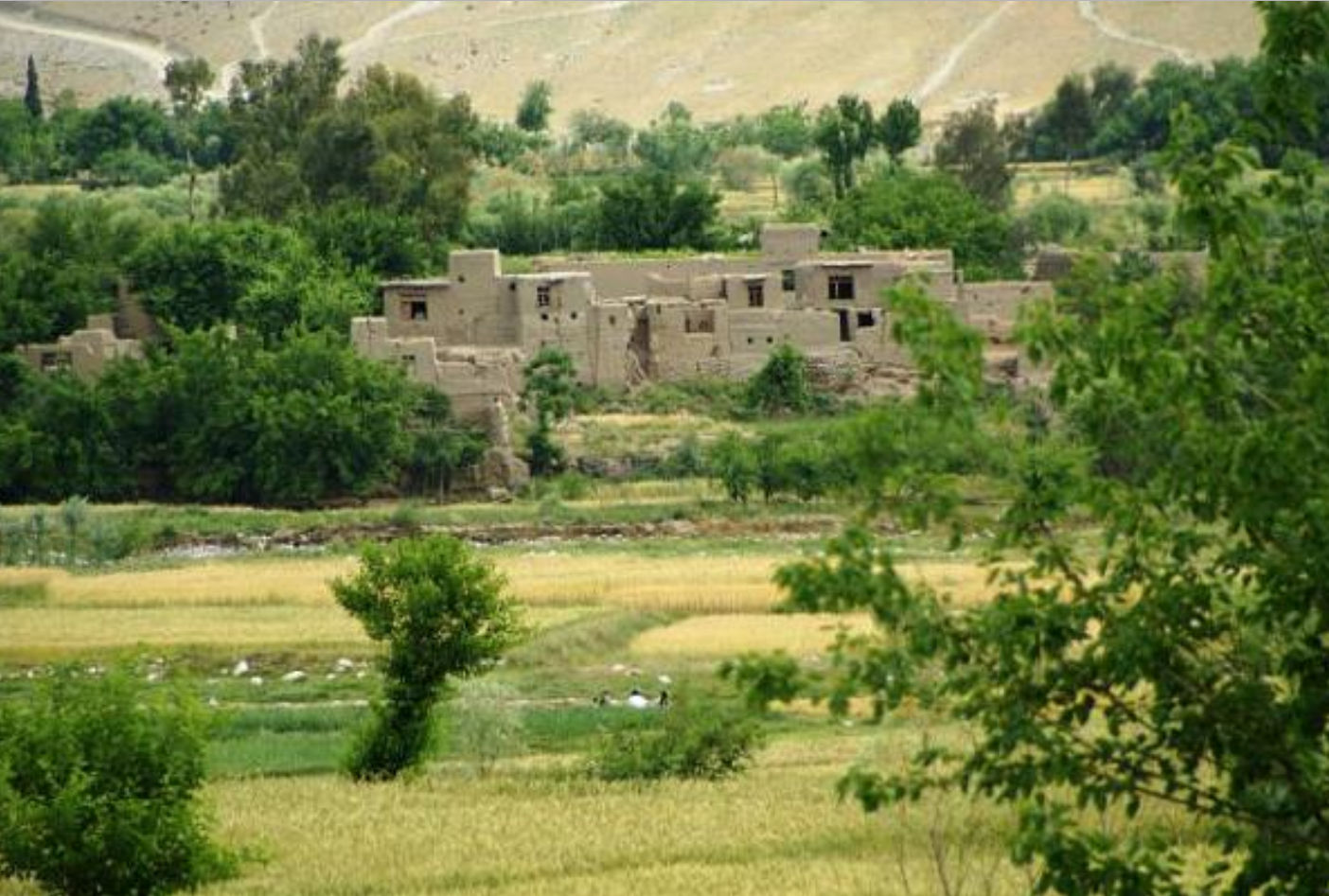
Village de Qalacha, dans la vallée de Laghman.

Laghman, Laghmân, ou Lampaka, est une province de l'est de l'Afghanistan. Sa capitale est Mehtarlâm. La province correspond à l'une des parties géographiques de l'ancien Kafiristan, soumis en 1895-1896. Sa population est d'environ 502 148 habitants en 2021
La province abrite un grand nombre de sites historiques, de minarets, de monuments et d'autres vestiges culturels témoignant de son histoire et de sa culture ancestrales.    
C’est l’une des quatre provinces N2KL (Nangarhar, Nouristan, Kounar et Laghman). N2KL est la désignation utilisée par les forces américaines et de la coalition en Afghanistan pour la région accidentée et très violente le long de la frontière entre l’Afghanistan et le Pakistan en face des zones tribales sous administration fédérale du Pakistan (fusionnées en 2018 avec Khyber Pakhtunkhwa).
Les talibans ont pris le contrôle de la province en 2021.

## Districts
- Alingar
- Aliching
- Dawlat Chah
- Mehtarlam
- Qarghayi